# 國際物流
國際物流是不同國家之間的物流、現金流及信息流，這種物流是國際間貿易的一個必然組成部分，各國之間的相互貿易最終通過國際物流來實現。